# Pałac w Zastrużu
Pałac w Zastrużu – zabytkowy pałac w Zastruże (województwo dolnośląskie) – wsi w Polsce, w powiecie świdnickim, w gminie Żarów.

## Historia
Obiekt wybudowany w XVI w. jest częścią zespołu pałacowego, w skład którego wchodzi jeszcze park z XVIII w., zmiany po 1820 r.